# Svjetljivost
Svjetljivost, svjetloća ili luminancija (oznaka Ls) je fotometrijska fizikalna veličina, količnik svjetlosne jakosti Is širokoga plošnog izvora svjetlosti i ploštine P projekcije svjetleće plohe izvora okomite na smjer gledanja: 
{\displaystyle L_{s}={\frac {I_{s}}{P}}}
Za sekundarne izvore svjetljivost ovisi o faktoru refleksije. Mjerna jedinica svjetljivosti jest kandela po četvornom metru (cd/m2). Primjerice, svjetljivost je zaslona računala između 50 i 300 cd/m2, a svjetljivost Sunčeva diska u podne oko 1,6 × 109 cd/m2.

## Objašnjenje
Gledamo li direktno u nezaklonjenu električnu žarulju, ona nam blješti i brzo zamara očni živac, te čovjek gubi sposobnost razabiranja okolnih predmeta. Svaka površina koja svijetli, bez obzira na to je li ona sama izvor svjetlosti ili odbija (reflektira) svjetlo, ima izvjesnu svjetloću. Ta svjetloća može biti velika ili malena. Svjetloća Sunca je tako velika da u njega ne možemo gledati.
Pod svjetloćom Ls neke plohe P razumijeva se omjer između jakosti svjetlosti u dotičnom smjeru i projekcije te plohe na ravninu koja je okomita na zrake svjetlosti. Matematički se to može opisati kao:
{\displaystyle P'=P\cdot \cos \theta }
gdje je P’ za promatrača prividna veličina svjetleće plohe P. Pa je:
{\displaystyle L_{s}={\frac {I_{s}}{P\cdot \cos \theta }}}
Najveća će biti svjetloća kada je θ = 0, to jest u smjeru gledanja, koji je okomit na plohu. Mjerna jedinica za svjetloću je 1 nit (nt). Nit je svjetloća svjetleće plohe od 1 m2, koja u okomitom smjeru emitira jakost od 1 kandele. Prema tome:
{\displaystyle 1\ \mathrm {nt} =1\ {\frac {\mathrm {cd} }{\mathrm {m} ^{2}}}}
Veća jedinica je 1 stilb (sb):
{\displaystyle 1\ \mathrm {sb} =1\ {\frac {\mathrm {cd} }{\mathrm {cm} ^{2}}}=10\,000\ \mathrm {nt} }

## Fotometrija
Fotometrija je grana optike koja se bavi mjerenjem svojstava svjetlosti (svojstava izvora svjetlosti, svjetlosnoga toka i osvjetljenja površina). Povijesna fotometrijska mjerenja obavljana su s pomoću ljudskoga oka, a suvremena fotometrijska mjerenja, iako koriste elektroničke fotometre, prilagođena su osjetljivosti ljudskoga oka. Obuhvaćaju samo onaj dio spektra elektromagnetskih valova koji zamjećuje ljudsko oko, to jest ograničena su na valne duljine od približno 380 do 780 nm. Kako ljudsko oko nije jednako osjetljivo na sve valne duljine vidljive svjetlosti, za svaku se valnu duljinu s pomoću fotometrijskoga ekvivalenta i funkcije osjetljivosti vida određuje ekvivalentna vrijednost standardnog promatrača (prema Međunarodnoj organizaciji za normizaciju ISO). Mjerenjima svojstava cjelokupnoga elektromagnetskoga spektra bavi se radiometrija.

### Fotometrijske veličine i mjerne jedinice
| Veličina                | Veličina | Mjerna jedinica            | Mjerna jedinica | Napomena                                            |  |
| ----------------------- | -------- | -------------------------- | --------------- | --------------------------------------------------- |  |
| naziv                   | znak     | naziv                      | znak            | Napomena                                            |  |
| Svjetlosna energija     | Qs       | lumen sekunda              | lm⋅s            | naziva se i količina svjetlosti                     |  |
| Svjetlosni tok          | Φs       | lumen (cd⋅sr)              | lm              | naziva se i luminacijski fluks ili svjetlosna snaga |  |
| Svjetlosna jakost       | Is       | kandela (lm/sr)            | cd              | naziva se i luminacijski intenzitet                 |  |
| Svjetljivost            | Ls       | kandela po četvornom metru | cd/m2           | naziva se i luminancija                             |  |
| Osvjetljenje            | Es       | luks (lm/m2)               | lx              | naziva se i iluminacija                             |  |
| Osvijetljenost          | Hs       | luks sekunda               | lx⋅s            | naziva se i svjetlosna izloženost ili ekspozicija   |  |
| Svjetlosna učinkovitost | η        | lumen po vatu              | lm/W            | naziva se i luminacijska efektnost                  |  |

### Objašnjenje
Količina svjetlosti koju točkasti izvor svjetlosti šalje (emitira) u prostor u svim pravcima u jednoj sekundi, naziva se svjetlosni tok ili luminacijski fluks. Opkolimo li točkasti izvor svjetlosti jakosti 1 kandele (cd) kuglom promjera 1 metar (m), onda je količina svjetlosti što prolazi kroz 1 m2 kugle mjerna jedinica za svjetlosni tok i zove se 1 lumen (lm). Prostorni kut koji pripada ploštini od 1 m2 je jedinični prostorni kut i zove se steradijan (sr). Budući da je ploština kugle 4r2π, to je ploština jedinične kugle (r = 1 m) jednaka 4π ili 12,57 m2. Znači kugla polumjera 1 m ima 12,57 steradijana. Prema tome možemo reći: 1 lumen je onaj svjetlosni tok koji daje točkasti izvor svjetlosti od 1 kandele u prostorni kut od 1 steradijana. 
Ako izvor svjetlosti šalje svjetlost t sekunda, onda je ukupna količina svjetlosti koju on daje jednaka umnošku vremena:
{\displaystyle Q_{s}=\Phi _{s}\cdot t}
Svjetlosna energija mjeri se lumensekundama ili lumen sekundama (lm∙s) ili lumensatima (lm∙ h). Kako izvor svjetlosti jakosti 1 kandela šalje u 1 steradijan tok svjetlosti od 1 lumen, to će kroz ploštinu od 4π = 12,57 m2 slati svjetlosni tok 12,57 lm. Općenito, izvor svjetlosti jakosti (svjetlosna jakost) Is (u kandelama) dat će svjetlosni tok (u lumenima):
{\displaystyle \Phi _{s}=4\cdot \pi \cdot I_{s}}
a odatle je svjetlosna jakost (u kandelama):
{\displaystyle I_{s}={\frac {4\cdot \pi }{\Phi _{s}}}\ }

### Primjeri
| Izvor                                    | Svjetlosni tok (lumen) |
| ---------------------------------------- | ---------------------- |
| 37 mW bijela LED (svijetleća dioda)      | 0,20                   |
| 15 mW zeleni laser (532 nm valna duljina | 8,4                    |
| 1 W bijela LED svjetiljka                | 25 – 120               |
| Petrolejka                               | 100                    |
| 40 W električna žarulja                  | 325                    |
| 7 W bijela LED svjetiljka                | 450                    |
| 18 W fluorescentna cijev                 | 1 250                  |
| 100 W električna žarulja                 | 1 750                  |
| 40 W fluorescentna cijev                 | 2 800                  |
| 35 W elektrolučna svjetiljka (ksenon)    | 2 200 – 3 200          |
| 100 W fluorescentna cijev                | 8 000                  |
| 127 W natrijska svjetiljka               | 25 000                 |
| 400 W halogena žarulja                   | 40 000                 |